# Ворошилов Микола Миколайович
Микола Миколайович Ворошилов (8 лютого 1944, Москва, СРСР — 25 травня 1992) — радянський хокеїст, захисник.

## Спортивна кар'єра
Вихованець московського «Спартака». Вичтупав за команди «Спартак» (Москва), «Динамо» (Київ), «Локомотив» (Москва), «Торпедо» (Усть-Каменогорськ) і «Сатурн» (Раменське, Московська область). У вищій лізі провів 91 матч (4+1). Надалі працював тренером у ДЮСШ «Спартак».

## Статистика
| Сезон               | Клуб                 | Ліга                | І  | Г | П | О | ШХ |
| ------------------- | -------------------- | ------------------- | -- | - | - | - | -- |
| 1962-63             | «Спартак» (Москва)   | Д-1                 | 3  | 0 | 0 | 0 | 0  |
| 1963-64             | «Динамо» (Київ)      | Д-2                 | 35 | 4 | 1 | 5 | -  |
| 1964-65             | «Динамо» (Київ)      | Д-2                 | 28 | 3 | 0 | 3 | 32 |
| 1965-66             | «Динамо» (Київ)      | Д-1                 | 28 | 1 | 1 | 2 | 39 |
| 1966-67             | «Динамо» (Київ)      | Д-1                 | 26 | 1 | 0 | 1 | 30 |
| 1967-68             | «Локомотив» (Москва) | Д-1                 | 34 | 2 | 0 | 2 | 26 |
| 1968-69             | «Торпедо» (УК)       | Д-2                 | -  | 5 | - | - | -  |
| 1969-70             | «Сатурн» (Раменське) | Д-4                 | 24 | 6 | 0 | 6 | 26 |
| 1970-71             | «Сатурн» (Раменське) | Д-4                 | -  | - | - | - | -  |
| Всього у вишій лізі | Всього у вишій лізі  | Всього у вишій лізі | 91 | 4 | 1 | 5 | 95 |